# Francisco de Rojas Enríquez
Francisco de Rojas y Enríquez (Valladolid, 1546-Madrid, enero de 1605), III marqués de Poza, fue un noble y alto funcionario español de los siglo XVI y XVII que ocupó el cargo de presidente del Consejo de Hacienda desde 1595.

## Orígenes familiares
El III marqués de Poza fue hijo de Sancho de Rojas Sarmiento, hijo a su vez de Juan de Rojas y Rojas I marqués de Poza, y de su esposa Marina de Sarmiento, hija de Diego Gómez Sarmiento, I conde de Salinas, y de María de Villandrando. Su madre era Francisca Enríquez de Almansa, hija de Francisco Enríquez de Almansa, I marqués de Alcañices, y de Isabel de Ulloa.

## Biografía
Fue caballero de la orden de Alcántara, alcalde mayor de los hijosdalgo de Castilla y merino mayor de Burgos. Desempeñó los cargos de presidente del Consejo de Hacienda y miembro del Consejo de Estado. Su sepulcro se encuentra en el Convento de San Pablo (Palencia) fue realizado alrededor de 1612 por artistas de la escuela del escultor italiano Pompeyo Leoni. El escritor Mateo Alemán le dedicó su novela Guzmán de Alfarache.

## Matrimonio y descendencia

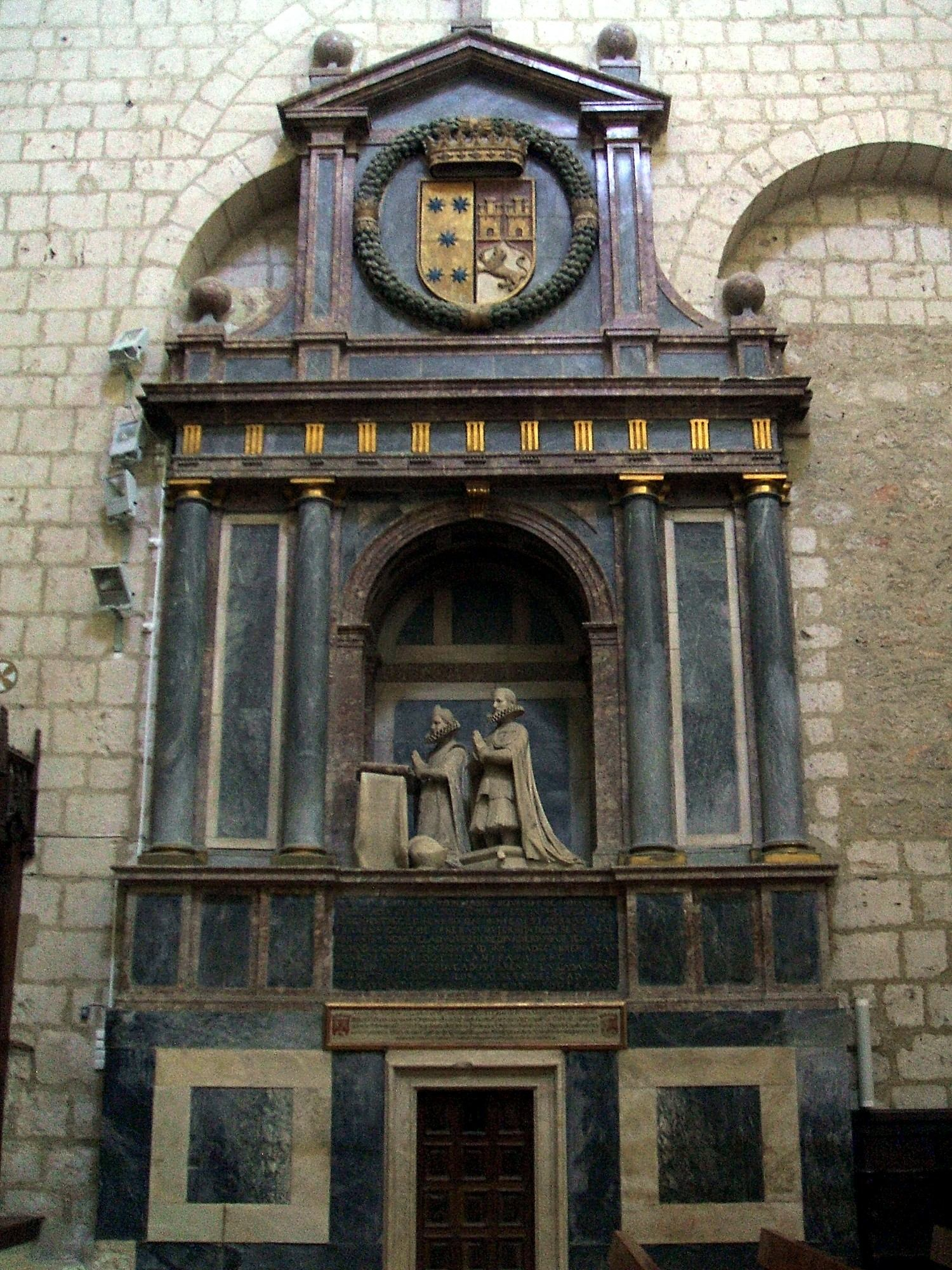
Sepulcro de los III marqueses de Poza en el convento de San Pablo, Palencia

Francisco de Rojas y Enríquez contrajo matrimonio con Francisca Enríquez Cabrera, hija del almirante de Castilla Luis Enríquez y Téllez-Girón y de su esposa Ana de Cabrera, con la que tuvo tres hijas:
- Mariana de Rojas Enríquez, IV marquesa de Poza,[1] casada con Luis Fernández de Córdoba y Cardona, VIII conde de Cabra y VI duque de Sessa a cuya casa quedó incorporado el marquesado de Poza.
- Juana de Rojas Enríquez, casada con el duque de Cardona,[1] Enrique de Aragón y Córdoba, también conde de Prada, duque de Segorbe y marqués de Comares, sin sucesión.
- María de Rojas, esposa del conde de Monclova[1]

Tuvo una hija con Juana Manrique, esposa de Manrique de Lara, VII conde de Valencia de Don Juan, llamada María de Rojas Manrique que fue la segunda esposa de Antonio Portocarrero y Enríquez de la Vega, I conde de la Monclova.